# Ole Reistad

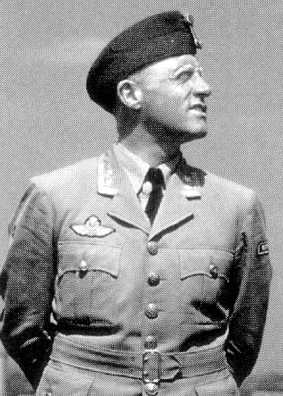
Ole Reistad

Ole Imerslun Reistad (* 26. Juni 1898 in Oslo; † 22. Dezember 1949 ebenda) war ein norwegischer Sportler und Offizier der Norwegischen Luftstreitkräfte, zuletzt im Dienstgrad Oberst.
Bei den Olympischen Sommerspielen 1920 in Antwerpen erreichte er im Fünfkampf den 14. Platz, und 1922 wurde er Norwegischer Meister. Im gleichen Jahr wurde er mit dem Egebergs Ærespris für Skisport und Leichtathletik ausgezeichnet. Bei den Olympischen Winterspielen 1928 in St. Moritz trug er bei der Eröffnungszeremonie die norwegische Flagge und führte, damals im Dienstgrad Oberleutnant, das norwegische Siegerteam beim Demonstrationswettkampf Militärpatrouille.
Als die deutschen Streitkräfte am 9. April 1940 Norwegen angriffen, leitete Reistad als Geschwaderkommodore die Abwehroperationen am Fliegerhorst Bardufoss, musste sich aber endgültig zurückziehen, als mit dem Abzug der britischen Einheiten am 8. Juni der offene Kampf aussichtslos wurde. Reistad ging zunächst nach Finnland, wo sein Versuch, eine norwegische Fliegerbasis aufzubauen, am politischen Willen Finnlands scheiterte. Auf Umwegen gelangte er nach Kanada, wo er ab Anfang 1941 das Ausbildungscamp Little Norway bei Toronto leitete. Er wurde am 4. April zum Major befördert. Nachdem das Camp 1944 aufgelassen wurde, wurde Reistad zurückbeordert und war zuletzt wieder Kommandeur in Bardufoss. Er erkrankte an einem Hirntumor, überlebte zwar die heikle Operation, starb aber wenig später. 
Für seine Verdienste wurde er, bereits schwerkrank, mit dem Sankt-Olav-Orden ausgezeichnet.
Die Handballspielerin Henny Reistad ist eine Urenkelin von Ole Reistad.